# Zehut
Zehut (in ebraico: זהות, lit. "identità") è un partito politico israeliano di destra libertaria e nazionalista, fondato nel 2015 da Moshe Feiglin. La sua piattaforma è incentrata sulla promozione della libertà individuale, inclusa la libertà economica, e sull'applicazione della piena sovranità israeliana sulla Cisgiordania. Il partito sostiene anche la legalizzazione della cannabis.

## Storia

### Manhigut Yehudit
Le radici di Zehut risiedono nel movimento Manhigut Yehudit ("Direzione ebraica") all'interno del partito di centro-destra Likud, istituito nel 1995 da Moshe Feiglin al fine di raggiungere il controllo del Paese attraverso di esso, ricevendo infine il 23% dei voti nelle elezioni primarie di Likud del 2012. Alle elezioni del 2013, Feiglin fu eletto al XIX° Knesset
Dopo che il primo ministro Benjamin Netanyahu iniziò a prendere misure per bloccare l'avanzamento di Feiglin nel partito, egli lasciò Likud per formare il partito Zehut, che fu ufficialmente registrato più tardi nel 2015.

### 2017-oggi
La prima conferenza di Zehut, tenutasi nel 2017 presso l'Hangar 11 nel porto di Tel Aviv, ha avuto oltre 2.000 partecipanti.
Idan Mor, un noto comico stand-up e attivista per la legalizzazione della cannabis noto con il suo pseudonimo "Gadi Wilcherski", si è unito al partito nel dicembre 2018 e da allora è apparso nella maggior parte dei suoi raduni.
Nel luglio 2018, Zehut ha annunciato che avrebbe tenuto le prime primarie aperte di Israele. Si sono svolte il 29 gennaio 2019 negli stand di voto e online. Circa 12.000 persone hanno votato in queste primarie, che hanno determinato l'ordine dei candidati che avevano vinto alle primarie interne del partito nel settembre 2017. Un candidato su 10 è rappresentato da Zehut International, il ramo del partito rappresentante la diaspora ebraica.
Alla fine di marzo 2019, un sondaggio condotto dalla National Union of Students ha rilevato che Zehut era il secondo partito più popolare (dopo Blu e Bianco) tra gli studenti e gli universitari israeliani.

#### Campagna di aprile 2019
Durante la campagna per le elezioni dell'aprile 2019, Feiglin dichiarò di non avere una preferenza tra il Primo Ministro Benjamin Netanyahu e il suo principale rivale elettorale Benny Gantz. [30]
Zehut ha reso la legalizzazione della cannabis una condizione per aderire a qualsiasi governo dopo le elezioni di aprile. Feiglin ha anche dichiarato che il partito non si unirà a un governo disposto a vendere la terra di Israele.

#### Campagna di settembre 2019
Dopo aver ottenuto 118.031 voti (2,74%), sfiorando la soglia di sbarramento per il Knesset nelle elezioni dell'aprile 2019, Feiglin aveva annunciato il 30 maggio che Zehut correrà alle elezioni anticipate di settembre, tentando alleanze con la Nuova Destra ed altri partiti, tentativi poi non andati a buon fine.
Netanyahu in seguito ha inviato messaggeri per sollecitare Zehut a ritirarsi dalle elezioni, offrendo di aiutare a pagare i debiti del partito e unirlo nel Likud.
Il 29 agosto 2019, Feiglin ha annunciato che era stato raggiunto un accordo con Netanyahu e che il partito Zehut si sarebbe ritirato dalle elezioni, in attesa dell'approvazione dell'adesione di Zehut. Secondo i termini dell'accordo, Likud e Zehut non si sarebbero uniti, ma Feiglin sarebbe diventato ministro nel nuovo governo, il quale avrebbe implementato alcune riforme proposte da Zehut sia a livello economico che riguardo alla cannabis.

#### Campagne del 2020 e 2021
Zehut non ha partecipato alle elezioni legislative del 2020 e del 2021.

## Programma
Il programma di Zehut comprende:
- Opposizione alla coercizione di ogni tipo: religiosa, antireligiosa, economica, culturale o educativa; e minimizzazione dell'intervento statale nella vita e nella libertà dei privati;
- Riduzione graduale del numero di ministeri del governo da 29 a 11;
- Legalizzazione della cannabis, venduta da società autorizzate a maggiori di 21 anni;
- Riduzione delle imposte adottando una tassa piatta, riducendo ugualmente le imposte sulle imprese per tutte le imprese ed eliminando gradualmente le tariffe e le quote di importazione;
- Riformare l'educazione introducendo un sistema di voucher scolastici su base volontaria.
- Riduzione dei prezzi delle abitazioni attraverso la privatizzazione dei terreni, l'abolizione dei "comitati di pianificazione e costruzione" e l'eliminazione dei blocchi alle costruzioni in Cisgiordania;
- Privatizzazione di ospedali statali in base a contratti con premio e condizioni di qualità;
- Trasferimento di questioni religiose e culturali dallo Stato alla comunità;
- Riforma del sistema giudiziario, suddividendolo in uno di diritto comune/civile e in uno di Halakhah (legge ebraica) che può esercitare la giurisdizione solo sugli individui consenzienti;
- Abolire il monopolio del Gran Rabbinato sulle questioni personali e ridurre il suo budget solo alla tassazione volontaria locale;
- Abolire la registrazione del matrimonio; il matrimonio sarà definito individualmente da ciascuna coppia;
- Protezione della libertà di parola e dei media e abolizione delle licenze di trasmissione obbligatorie;
- Tutela del diritto di detenere e portare armi, estendendolo a tutti i cittadini (non solo ex soldati) senza un passato violento o alcune limitazioni fisiche o mentali;
- Eliminazione della brutalità poliziesca vietando l'uso della forza contro la disobbedienza civile non-violenta e consentendo alle comunità di nominare i propri capi di polizia locali;
- Abolire il database biometrico, in quanto violerebbe il diritto alla privacy;
- Applicare la piena sovranità israeliana a tutte le parti della Terra di Israele (in Cisgiordania: annullamento degli accordi di Oslo, nella striscia di Gaza: qualsiasi attacco di Hamas contro Israele dovrebbe ricevere come risposta una piena riconquista di Gaza (sebbene le piccole incursioni dovrebbero essere evitate).
- Ai terroristi dovrebbe essere offerta la possibilità di un ritiro pacifico e ai singoli non ebrei dovrebbero essere offerte tre opzioni: emigrazione finanziariamente assistita verso una destinazione di loro scelta; stato di residenza permanente (pari diritti, ad eccezione dei diritti di voto nazionali) dopo aver dichiarato la propria lealtà a Israele ed essere stato accuratamente controllato; o cittadinanza israeliana (piena parità di diritti) quando si fa il servizio militare o nazionale.
- Transizione graduale delle forze di difesa israeliane (IDF) da coscritti ad esercito di volontari professionisti, redigendo cittadini solo per l'addestramento di base.
- Porre fine a tutti gli aiuti statunitensi a Israele insieme alle sue condizioni, in quanto danneggerebbero l'indipendenza economica e la libertà commerciale di Israele.

## Risultati elettorali
| Elezioni    | Leader        | Voti    | %          | Seggi   |
| ----------- | ------------- | ------- | ---------- | ------- |
| Aprile 2019 | Moshe Feiglin | 118,031 | 2.74 (13°) | 0 / 120 |